# پارک ملی سرا دا کاپیوارا
پارک ملی سرا دا کاپیوارا (به پرتغالی: Parque Nacional Serra da Capivara) یک پارک ملی واقع در شمال شرقی برزیل است. این پارک برای برای حفاظت از دست‌آوردها و نقاشی‌های ماقبل تاریخ ایجاد شده‌بود. در سال ۱۹۹۱، یونسکو پارک ملی سرا دا کاپیوا را

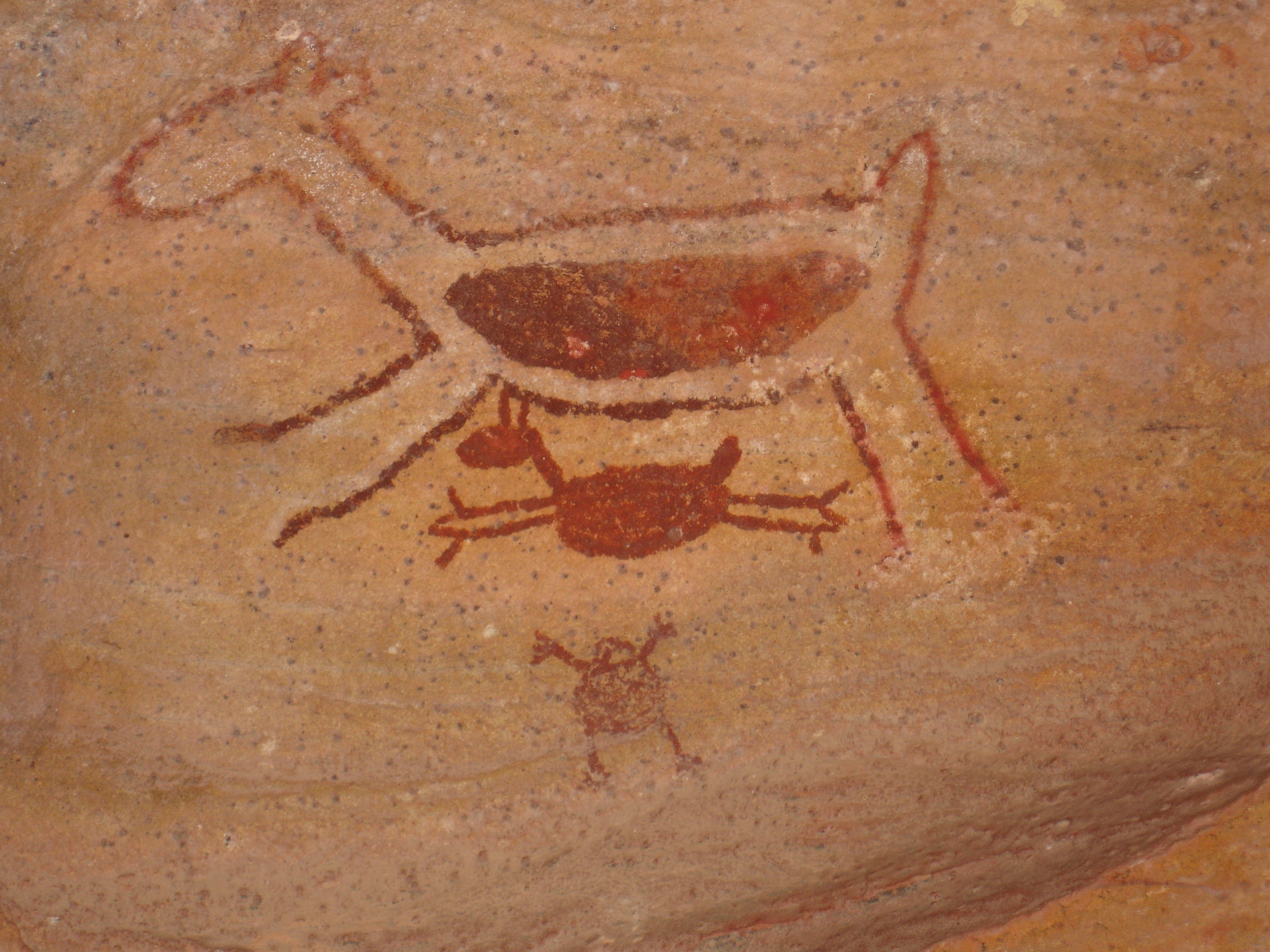
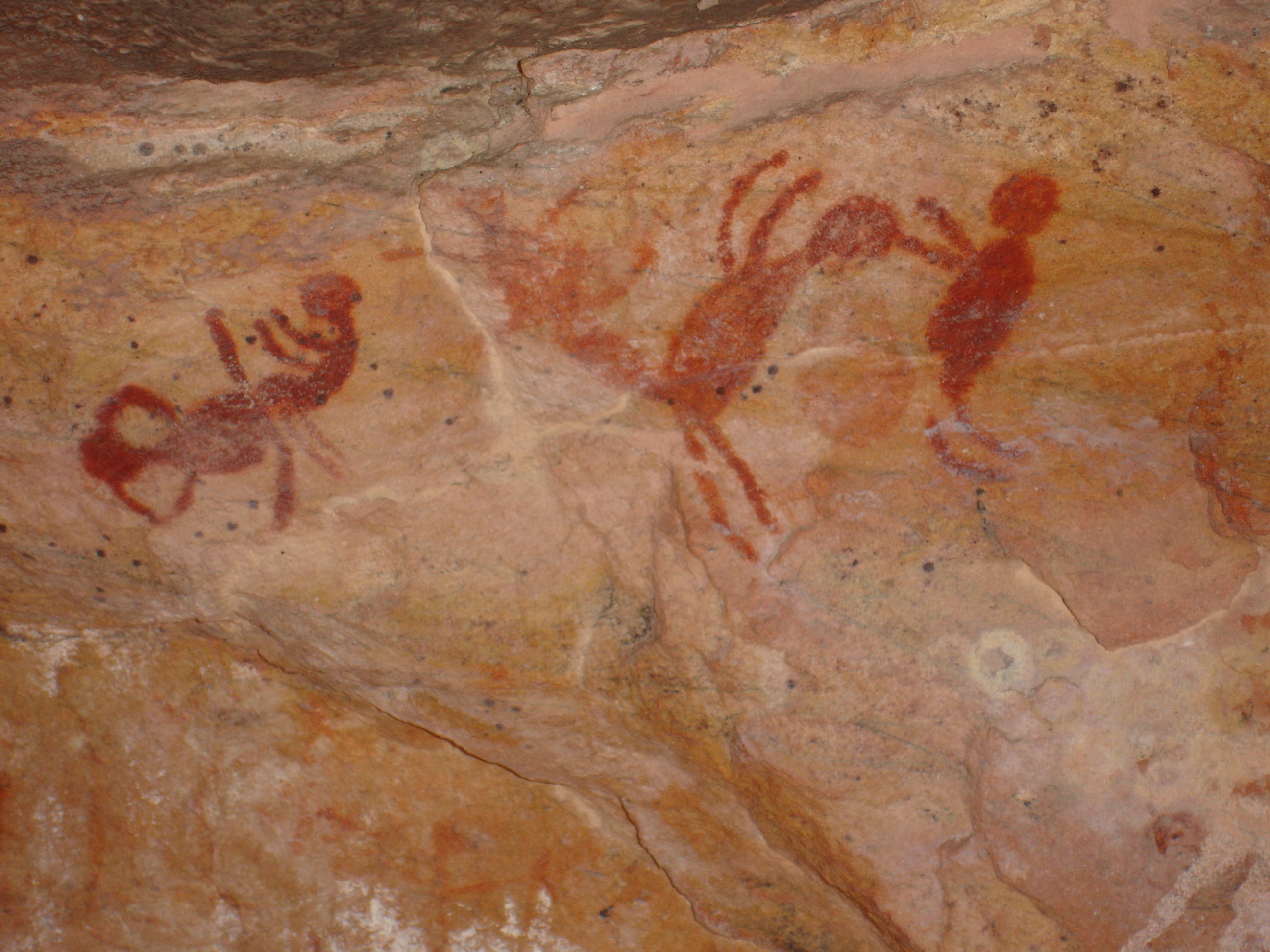
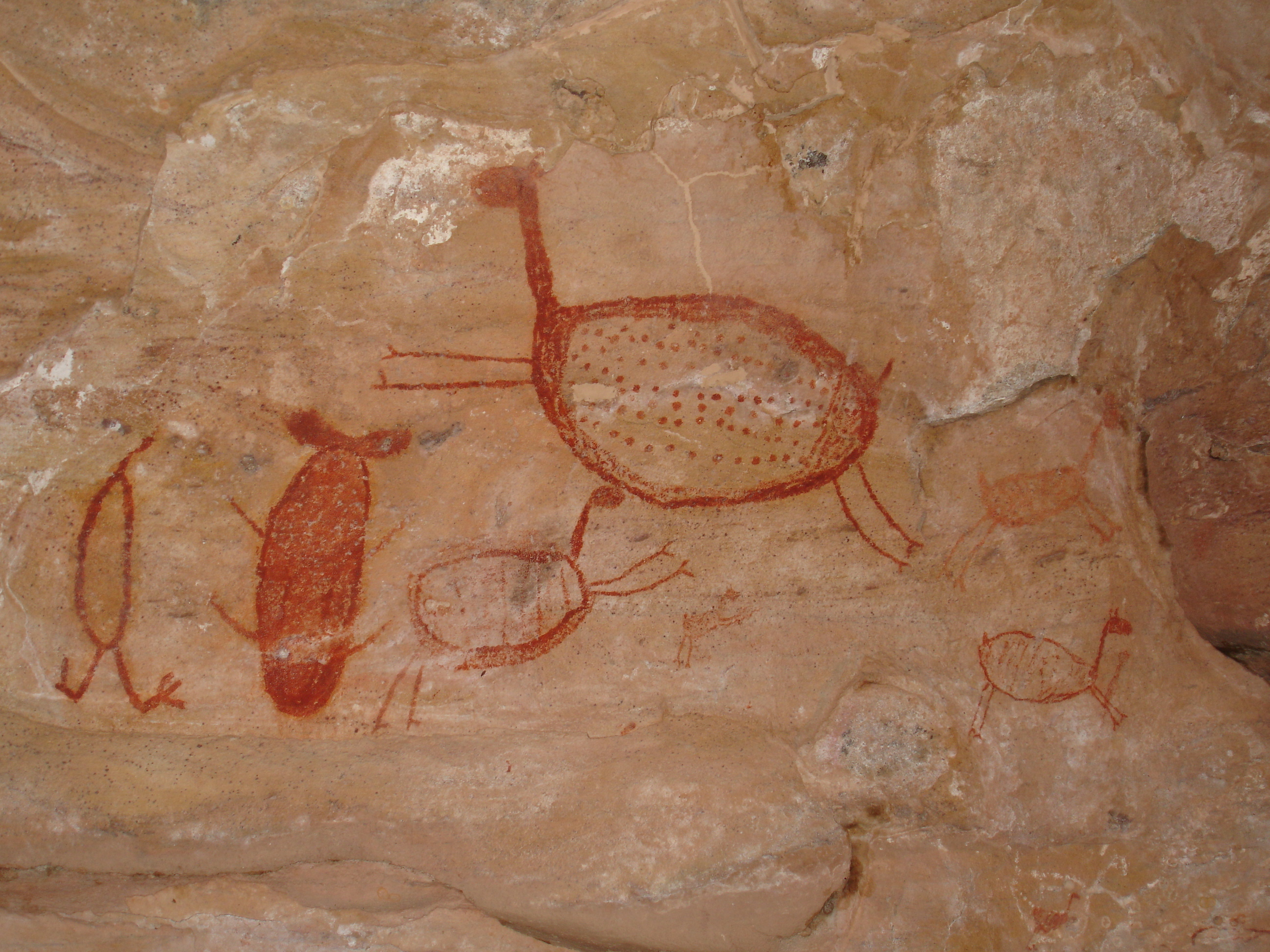

را در فهرست میراث جهانی ثبت کرد.